# Terminal Atlantic
Terminal Atlantic (anteriormente Avenida Flatbush) es la parada más al oeste de la sucursal Atlantic del Ferrocarril de Long Island (LIRR, por su sigla en inglés), ubicada en las avenidas Flatbush y Atlantic en Downtown Brooklyn, Nueva York (Estados Unidos). Es la terminal principal de los servicios de Far Rockaway, Hempstead y West Hempstead. Está ubicada en la Zona Terminal de la Ciudad, la Zona 1 del LIRR y, por lo tanto, forma parte del programa CityTicket.

## Historia
La estación originalmente se llamó Brooklyn en 1852, veinte años después de que la línea se estableciera como el Ferrocarril de Brooklyn y Jamaica, y en sus inicios no era una terminal. La terminal original era South Ferry, a través del ahora cerrado Cobble Hill Tunnel. Cuando la subsidiaria de LIRR, el Ferrocarril de Brooklyn y Jamaica, construyó una nueva línea entre Hunter's Point y Jamaica en 1861, la línea principal se reubicó allí yse abandonó la sección al oeste de East New York, de conformidad con la prohibición de Brooklyn de los ferrocarriles de vapor. Al oeste de East New York, las pistas fueron ocupadas por líneas cuyos vagones eran torados por caballos.
La designación de la estación de Brooklyn fue reemplazada por la estación Avenida Flatbush el 2 de julio de 1877. El 13 de agosto, comenzaron a detenerse en ella los trenes de tránsito rápido locales de la avenida Atlantic. El antiguo depósito se renovó entre julio y agosto de 1878, cuando comenzó a dar servicio al ferrocarril de Brooklyn, Flatbush y Coney Island. Fue reconstruido de nuevo en junio de 1880. La sede de Long Island Express Company se instaló allí en 1882 y le dio a la estación una serie de vías que luego se conocerían como "EX Yard". En 1888, Union Elevated Railway construyó una línea de ferrocarril elevada y una estación que conectaba con la estación LIRR llamada estación Avenida Atlantic. El Union Elevated finalmente se convirtió en parte de Brooklyn-Manhattan Transit Corporation. La reconstrucción adicional tuvo lugar nuevamente en 1893.
Entre 1904 y 1906, Carlton Avenue Freight Yards fue reemplazado por Vanderbilt Avenue Freight Yards. Esto fue solo una parte de un importante proyecto de mejora que incluyó la reconstrucción completa de la estación. El segundo depósito abrió el 1 de abril de 1907 con el depósito a nivel de la calle y las vías instaladas bajo tierra. La estación tenía un vestíbulo que era más grande que la mayoría de las estaciones LIRR y contenía entradas tipo metro a las vías. También sirvió como edificio de la oficina de correos hasta 1925, y contenía un depósito de equipaje, edificios expresos, algunas casas de carne que se heredaron de la versión anterior de la estación y una terminal de mercancías para "carga de menos de un vagón" añadida en 1908. La Interborough Rapid Transit Company construyó una línea de metro llamada Eastern Parkway Line y una estación en Atlantic Avenue, que se conectaba a la estación el 1 de mayo de 1908. El BMT también construyó dos líneas de metro más en Pacific Street a lo largo de la línea de la Cuarta Avenida el 22 de junio de 1915 y en Atlantic Avenue a lo largo de la línea Brighton el 1 de agosto de 1920. La conexión con la línea BMT Fifth Avenue se perdió el 31 de mayo de 1940.

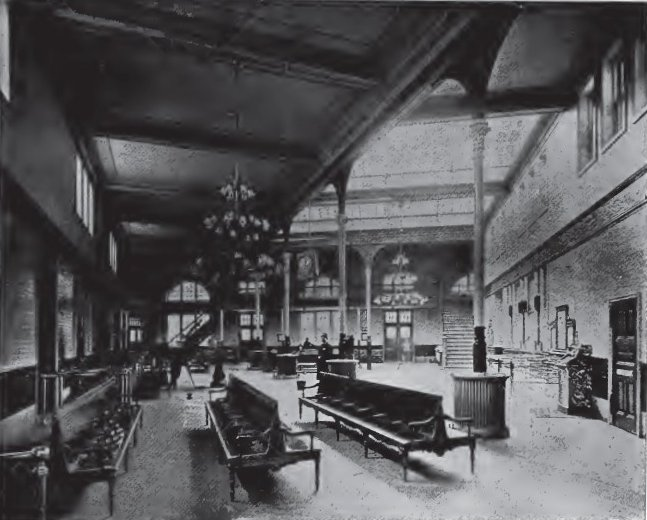
Interior de la estación, c. 1893

La estación se renovó y el exterior se pulió con chorro de arena a principios de la década de 1940. Sin embargo, el declive del servicio ferroviario después de la Segunda Guerra Mundial provocó la desaparición gradual de la estación. La pista # 1 estuvo fuera de servicio el 10 de abril de 1959. Las antiguas vías expresas números 9-14 ("EX" Yard) quedaron fuera de servicio el 3 de marzo de 1971. En algún momento, los edificios expresos se convirtieron en estacionamientos. Todavía se permitía a las empresas locales utilizar la estación, como una peluquería, restaurantes, tiendas de dulces, un snack bar, la oficina de un podólogo, una oficina dental, una escuela de belleza e incluso una fila de cabinas telefónicas. Esos negocios desaparecieron en 1978. Las pistas que originalmente estaban numeradas de sur a norte se volvieron a numerar de norte a sur el 1 de julio de 1978. A pesar de los esfuerzos por volver a pintar el vestíbulo a principios de la década de 1980, el vandalismo aleatorio asoló el interior de la estación y causó daños por agua tan graves que el depósito a nivel de la calle se cerró en 1988, y algunas partes fueron arrasadas durante la década de 1990.
El 5 de enero de 2010, se inauguró un nuevo pabellón de entrada, diseñado por di Domenico + Partners, que mejoró las conexiones entre el LIRR, el metro y los autobuses. En marzo de 2010, la estación pasó a llamarse Atlantic Terminal después de un proyecto de reconstrucción de seis años, durante el cual los trenes continuaron operando.
En 2014, el LIRR anunció que el servicio desde Babylon y Hicksville irá directamente a Atlantic Terminal durante los juegos de los New York Islanders en el Barclays Center. Los pasajeros normalmente tendrían que hacer transbordo en Jamaica para ir a Babylon o Hicksville. Sin embargo, en preparación para el proyecto Acceso al East Side, la mayor parte del servicio a Atlantic Terminal será proporcionado por un servicio de transporte de alta frecuencia hacia y desde Jamaica.

### Accidente
Durante la hora pico de la mañana del 4 de enero de 2017, un tren pasó por encima del bloque de parachoques al final de la vía 6, hiriendo a 103, ninguno de gravedad. Había 650 pasajeros en el tren, que se había originado en Far Rockaway. El incidente se comparó con un accidente de tren de septiembre de 2016 en la Terminal Hoboken en Hoboken, en el que un tren también invadió un bloque de parachoques. El accidente ocurrió alrededor de las 8:20 de la mañana. Dos vagones de la unidad múltiple eléctrica de seis vagones involucrada sufrieron graves daños cuando chocaron con el tope de amortiguación a una velocidad de 16,1 a 24,1 km/h. La Junta Nacional de Seguridad en el Transporte y la Administración Federal de Ferrocarriles abrieron investigaciones sobre el accidente.

## Disposición de la estación
La terminal LIRR, un piso por debajo del nivel del suelo, tiene tres plataformas de isla de alto nivel adyacentes a seis vías. El andén A tiene diez vagones de largo, pero los dos vagones más al este de la Vía 1 no son accesibles debido a un gran espacio entre el tren y el andén. La plataforma B tiene ocho autos de largo. La plataforma C tiene seis autos de largo, pero la pista 6 solo tiene espacio suficiente para que cuatro autos lleguen a la plataforma, ya que se encuentra junto a la plataforma local en dirección norte de la línea IRT Eastern Parkway.

## Conexiones de metro y autobús
Atlantic Terminal está conectada con el complejo Atlantic Avenue–Barclays Center del metro de la ciudad de Nueva York, que cuenta con los servicios 2, 3, 4, 5, D, N y R. Los autobuses que dan servicio fuera del complejo incluyen B41, B45, B63, B65, B67 y B103.

## Puntos de interés cercanos
La terminal ferroviaria está adyacente y debajo del centro comercial Atlantic Terminal y cerca del Barclays Center, la Academia de Música de Brooklyn y la Torre del Banco de Ahorros de Williamsburgh, así como de la Escuela Secundaria Técnica de Brooklyn.
El enorme complejo residencial, comercial y deportivo Pacific Park, que incluye el Barclays Center, se está construyendo cerca de la estación y sobre las vías del patio.

## Galería

Atlantic Terminal LIRR station
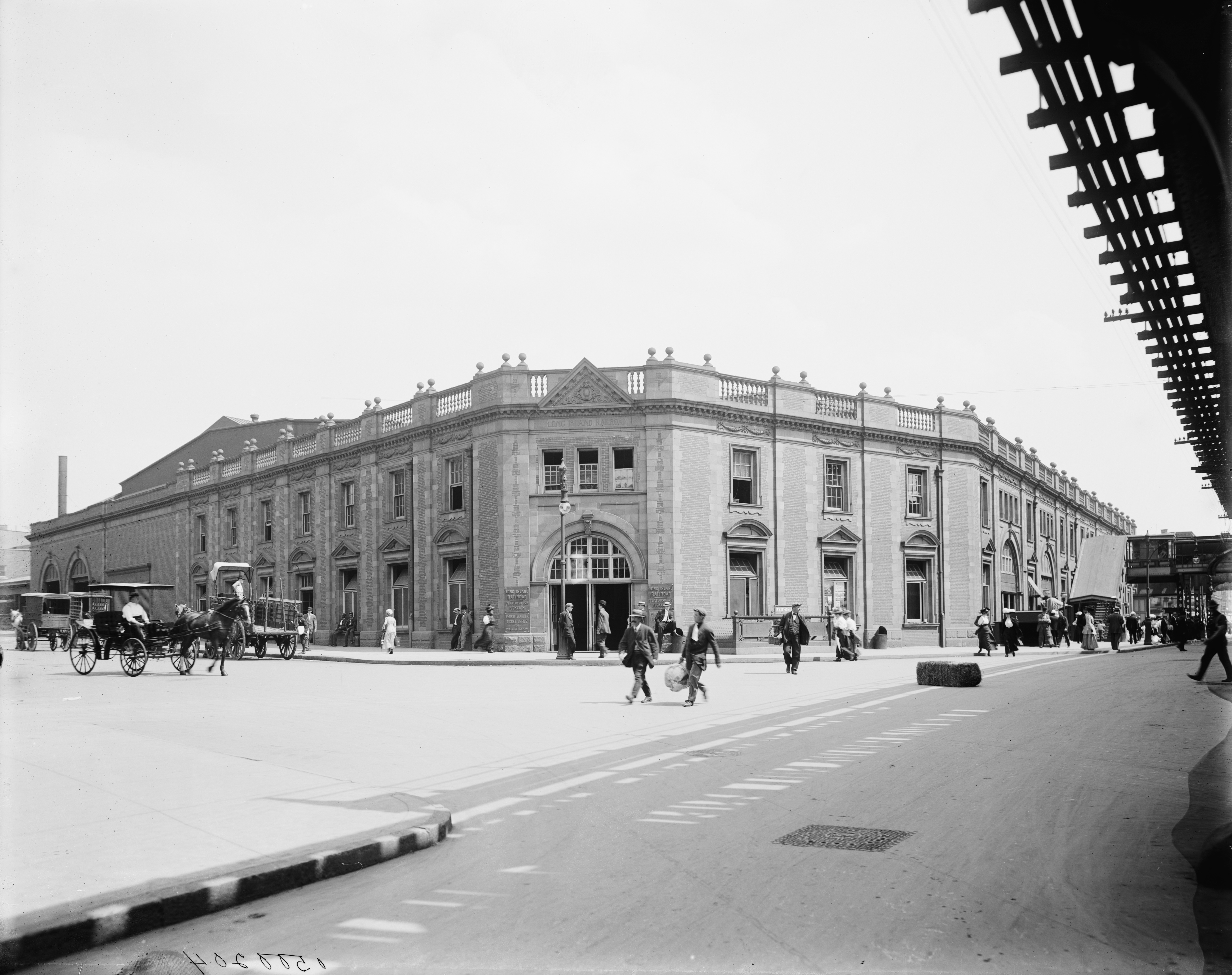
La antigua estación LIRR Flatbush Avenue en 1910. Fue demolida en 1988
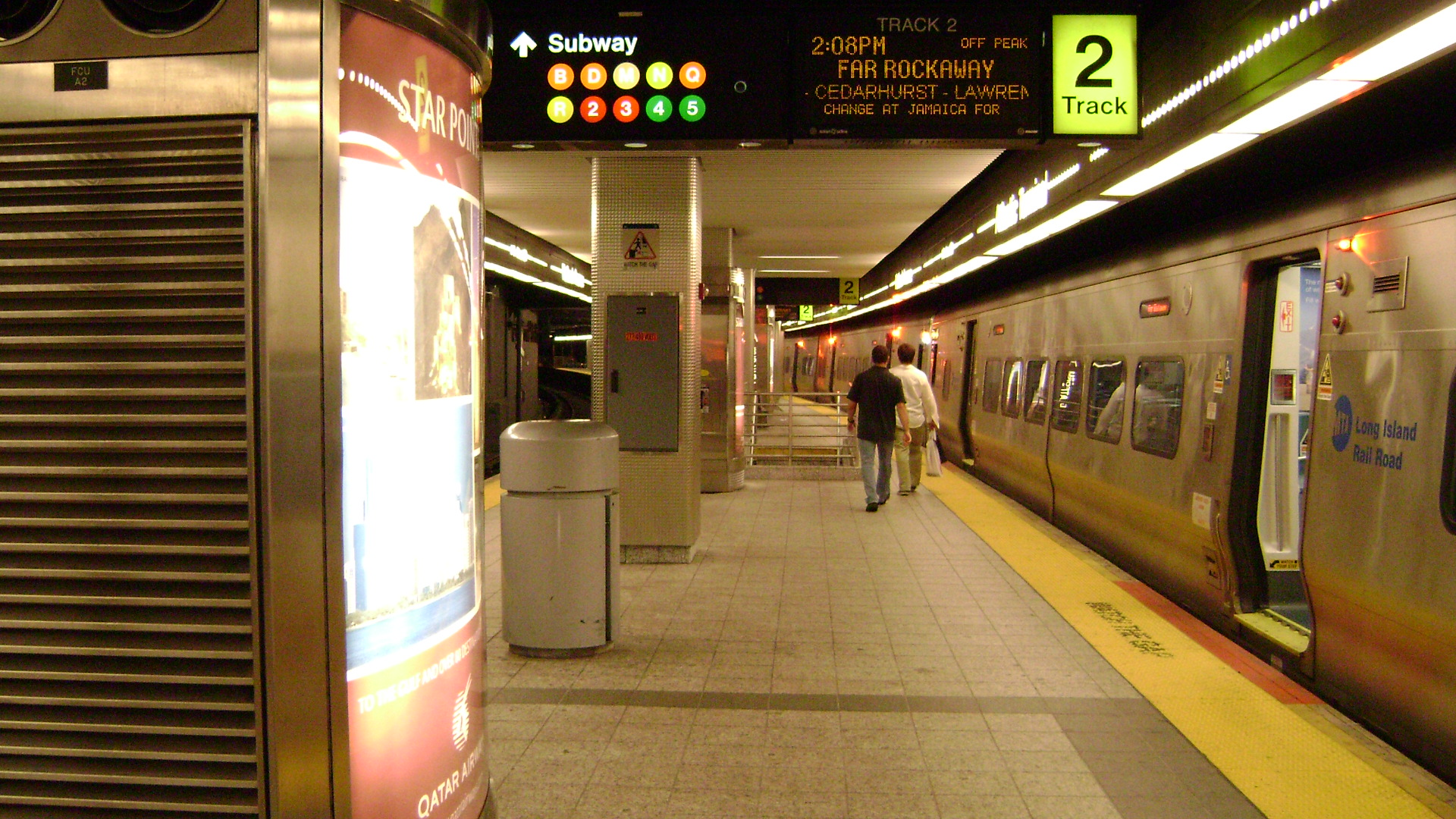
Un tren con destino a la estación de Far Rockaway en la plataforma A
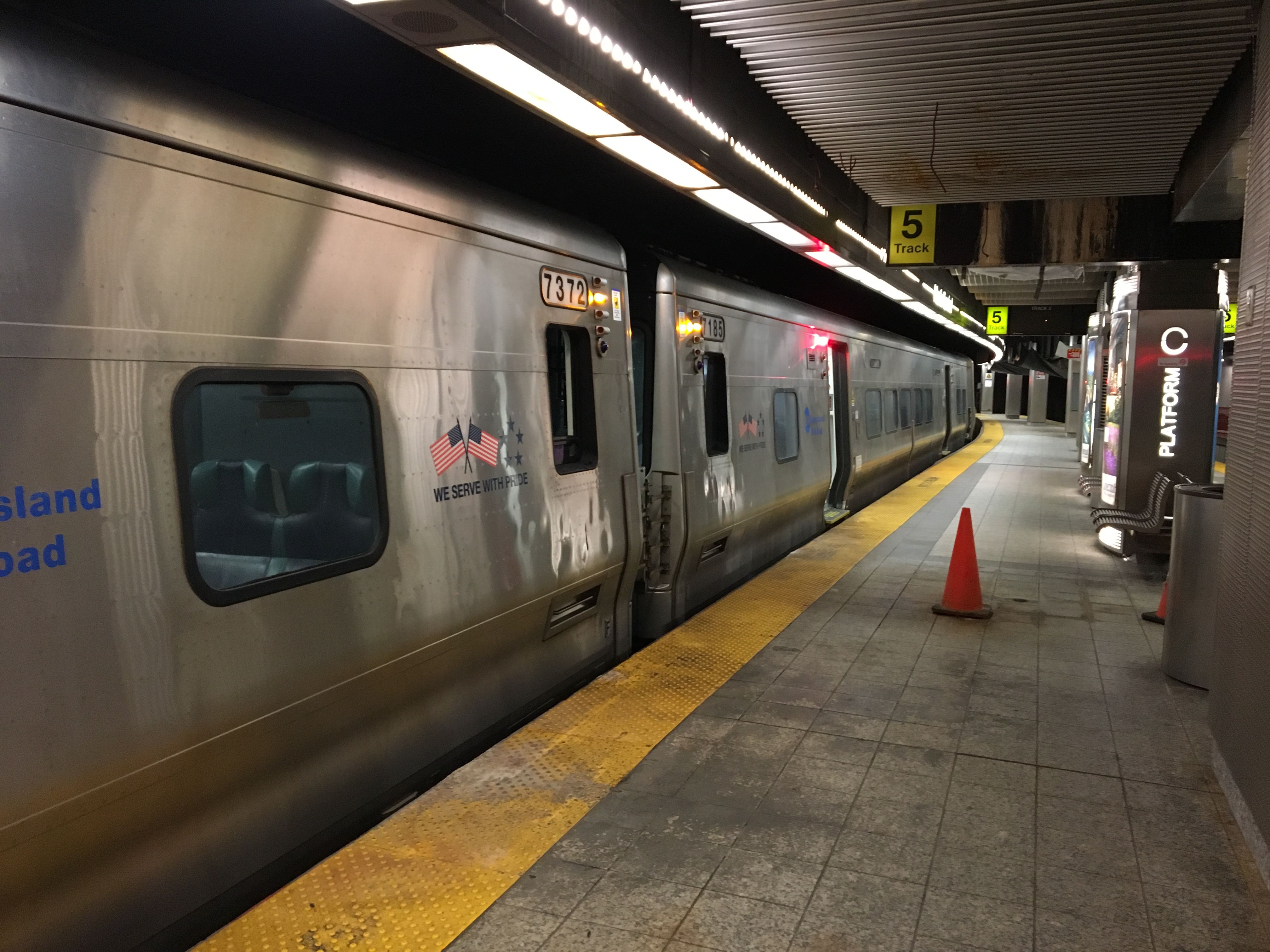
Un tren en la Plataforma C
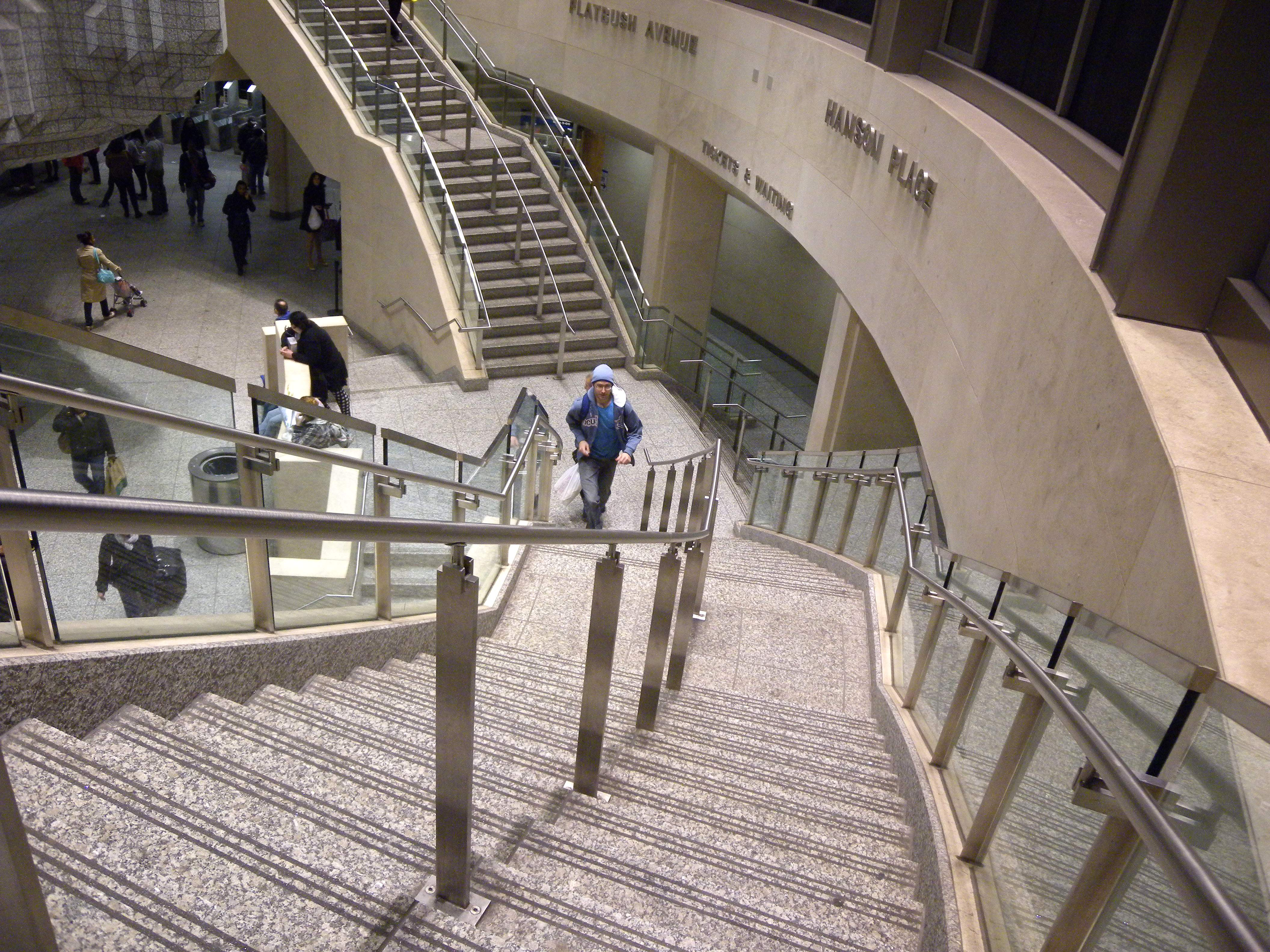
Las escaleras vistas desde el vestíbulo